# Xã Pulaski, Quận Lawrence, Pennsylvania
Xã Pulaski (tiếng Anh: Pulaski Township) là một xã thuộc quận Lawrence, tiểu bang Pennsylvania, Hoa Kỳ. Năm 2010, dân số của xã này là 3.452 người.